# Heteropterys palmeri
Heteropterys palmeri är en tvåhjärtbladig växtart som beskrevs av Joseph Nelson Rose. Heteropterys palmeri ingår i släktet Heteropterys och familjen Malpighiaceae. Inga underarter finns listade i Catalogue of Life.